# Colusa County
Colusa County er et amt beliggende i den nord-centrale del af den amerikanske delstat Californien. Hovedbyen i amtet er Colusa. I år 2010 havde amtet 21.419 indbyggere.

## Historie
Amtet blev grundlagt 18. februar 1850 som ét af Californiens oprindelige amter. I 1856 blev noget af arealet givet til Tehama County, og i 1891 fik Glenn County en del af arealet i nord.

## Geografi
Ifølge United States Census Bureau er Colusas totale areal på 2.994,6 km², hvoraf de 14,3 km² er vand. 

### Grænsende amter
- Yolo County - syd
- Lake County - vest
- Glenn County - nord
- Butte County - nordøst
- Sutter County - øst